# San Clemente (California)
San Clemente es una ciudad del condado de Orange, California, Estados Unidos. En 2005, la población era de 65 900 habitantes y en 2010 disminuyó a 63 522 habitantes. Situado a 10 km al sur de San Juan Capistrano, en el extremo sur de la provincia, es más o menos equidistante de San Diego y Los Ángeles. La entrada norte a la Base del Cuerpo de Marines de Camp Pendleton está situada en San Clemente.

## Imágenes

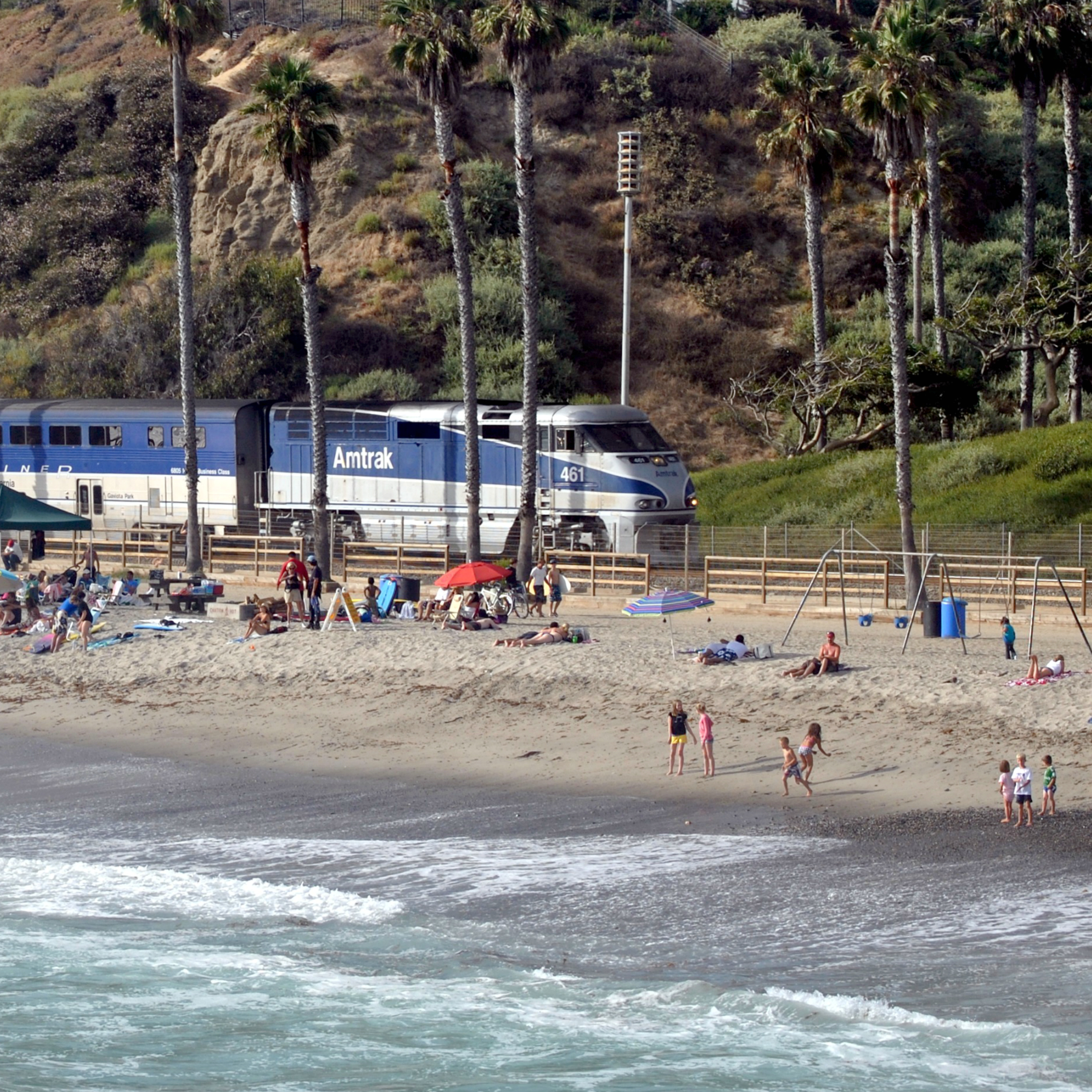
Un ramal ferroviario discurre junto a la costa en San Clemente.
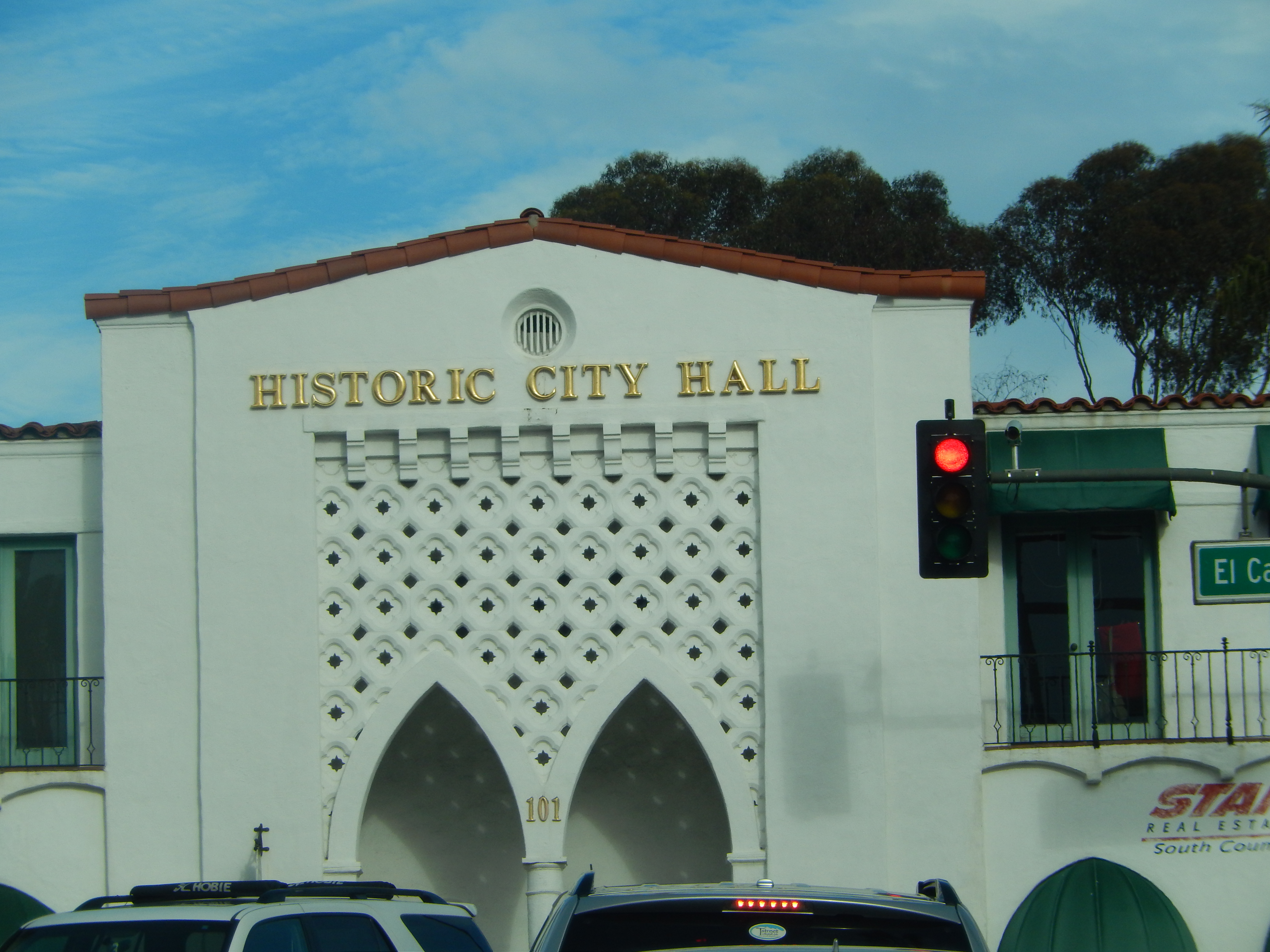
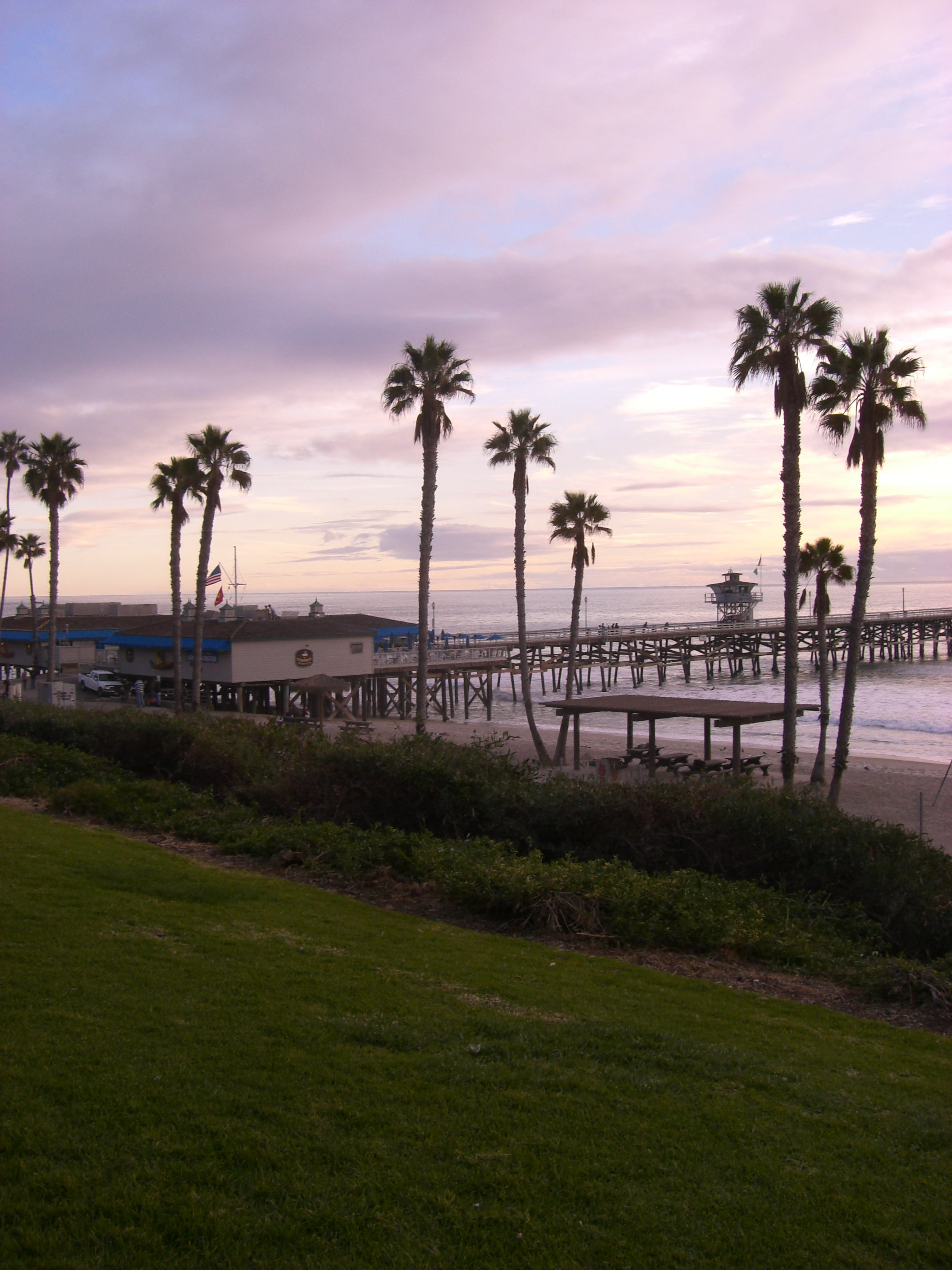
Vista del muelle.